# Landtag (Herzogtum Westfalen)
Der Landtag des Herzogtums Westfalen, auch westfälische Landständeversammlung oder nach dem Tagungsort auch Arnsberger Landtag genannt, war seit dem Spätmittelalter und während der frühen Neuzeit bis zur Aufhebung 1806 die ständische Vertretungskörperschaft im Herzogtum Westfalen. Sie setzte sich aus einer Ritter- und einer Städtekurie zusammen und bildete das entscheidende Gegengewicht gegen die absolutistischen Ambitionen der kölnischen Kurfürsten als Landesherren.

## Entstehung der Landstände

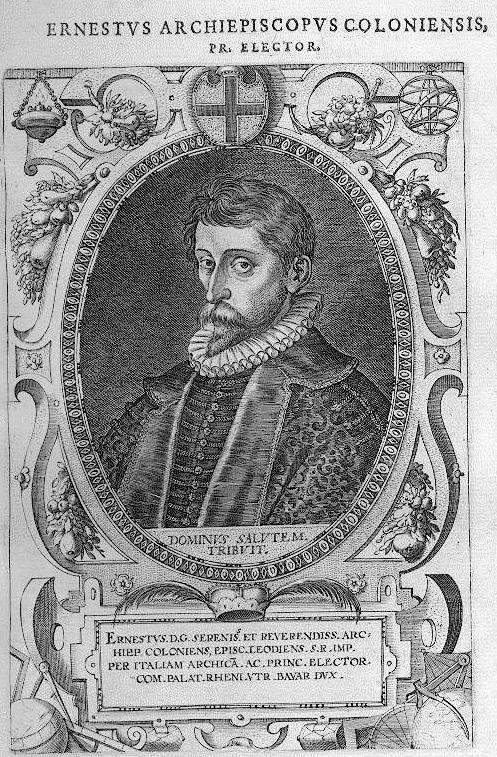
Unter Kurfürst Ernst von Bayern kam es zur abschließenden Regelung der Zuständigkeiten von Ständen und Landesherr

Ansätze für Landstände gab es bereits seit dem 14. Jahrhundert. So wurde es üblich, landesherrliche Verträge durch die Stände bewilligen zu lassen – consilium fidelium et subditorum, wie es in der Urkunde zum Verkauf der Grafschaft Arnsberg an Kurköln 1368 hieß. Vor allem dem Adelsstand gelang es, die These von einem zweifachen Herzogtum in den Kurkölner Ländern durchzusetzen. Danach war Westfalen zwar mit Kurköln in der Person des Kurfürsten in dessen Eigenschaft als Herzog von Westfalen verbunden, aber das Land war kein integraler Teil des Kurstaates. Dadurch gelang es teilweise, andere staatsrechtliche Grundlagen durchzusetzen, als sie im Rheinland bestanden. Deutlich ausgeprägt waren sie in den Erblandesvereinigungen von 1437 und 1463.
Während des Truchsessischen Krieges stellte sich der Landtag zwar zunächst hinter Kurfürst Gebhard I. von Waldburg, der den Protestantismus in den kurkölnischen Ländern durchsetzen wollte. Aber die Mitglieder waren untereinander gespalten. In dieser Zeit fanden ungewöhnlich häufig Landtage statt. Da der Kurfürst auf die finanziellen Leistungen der Stände angewiesen war, versuchten diese die Gelegenheit zum Ausbau ihrer Rechte zu nutzen. Nach der Eroberung des Herzogtums durch die von Herzog Ferdinand von Bayern befehligten Truppen erkannten die Stände den neuen katholischen Kurfürsten Ernst von Bayern auf dem Landtag zu Geseke 1584 an.
Unter diesem wurden 1590 die Rechte von Landesherren und Ständen bis zum Ende des Heiligen römischen Reiches endgültig definiert. Ohne Zustimmung der Stände durfte der Landesherr seither nicht mehr in die Rechte der Untertanen eingreifen, Steuern festsetzten oder die Landesgrenzen verändern. Vor diesem Hintergrund hatten absolutistische Tendenzen keine Möglichkeit der Durchsetzung mehr.

## Zusammensetzung
Für die frühe Zeit der Landstände und ihrer Versammlungen gibt es nur wenige Quellen. Protokolle liegen erst für die Zeit nach 1583 vor. Die Landstände setzten sich aus der Ritterkurie und der Städtekurie zusammen. Anfangs scheint die Zusammensetzung der Landtage noch etwas breiter gewesen zu sein. So ist in der erneuerten Erblandesvereinigung von 1590 auch von einer „gemeinen Landschaft“ die Rede, auch konnten Personen, „denen es gebührt“ in den ersten Jahrhunderten zum Landtag eingeladen werden. Aber der Schwerpunkt lag schon von Beginn an auf den Rittern und Städten. Dies zeigte schon eine erste Vereinigung der Stände der alten Grafschaft Arnsberg und dem ursprünglichen kurkölnischen westfälischen Gebiet dem „Marschallamt für Westfalen“ die „Prima unio seu Pactum mutuae defensionis inter status Westfaliae erectum“ von 1492. Für ein Nebenland eines geistlichen Staates bemerkenswert ist das Fehlen eines landtagsberechtigten geistlichen Standes. Auch im Land selbst gab es durchaus einige bedeutende Klöster und andere geistliche Einrichtungen. (s. Liste der geistlichen Institute im Herzogtum Westfalen) Die Gründe dafür sind nicht ganz klar. Meister vermutet, dass ihre Privilegien und der Schutz durch den Kurfürsten dazu führten, dass die geistlichen Einrichtungen keine starken Bedürfnisse nach einem Zusammenschluss entwickelten. Auch später blieben Klerus und die Landbevölkerung von der Teilnahme an den Landtagen ausgeschlossen.

### Kurfürst

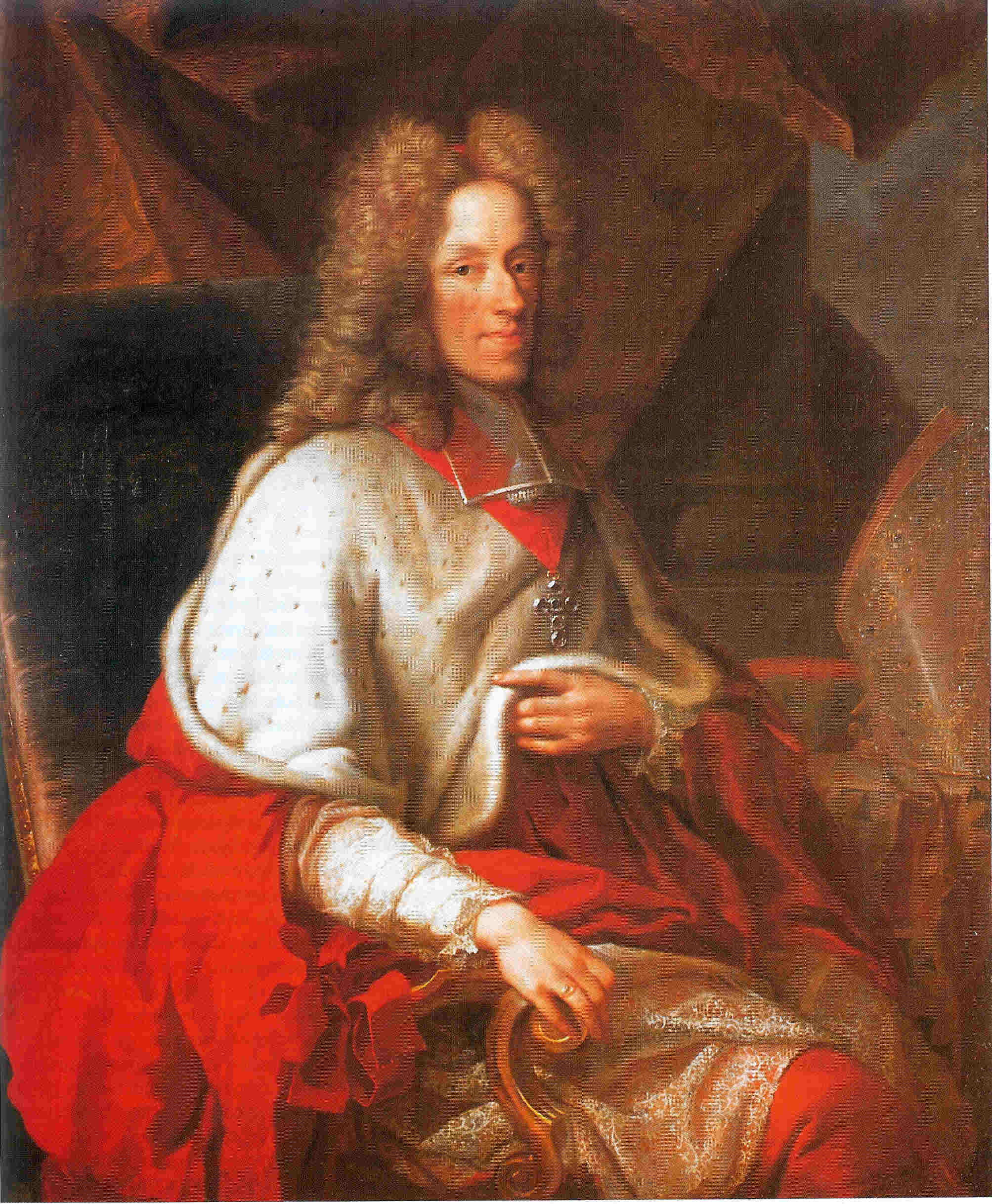
Kurfürst Joseph Clemens von Bayern scheiterte mit seinem Versuch Steuern ohne Bewilligung des Landtages festzusetzen

Der Landtag wurde vom Kurfürsten von Köln einberufen. Ein Selbstversammlungsrecht bestand nicht. Nur der Landtag von 1795 wurde wegen der Kriegsereignisse nicht vom Kurfürsten einberufen, dessen Beschlüsse hat dieser aber später gebilligt. Die Kurfürsten waren auch für die Finanzierung zuständig. Ansonsten waren ihre Rechte beschränkt. Den Vorsitz hatte grundsätzlich der Landesherr, er war aber nicht zur Teilnahme verpflichtet. Insgesamt nahmen die Kurfürsten zwischen 1587 und 1767 etwa siebenundzwanzigmal an den Versammlungen teil. In der folgenden Zeit bis zum Ende der Versammlung nahm kein Kurfürst mehr an den Beratungen teil. In der Regel ließ sich der Landesherr von zwei Kommissaren vertreten. In der Auswahl der Kommissare war der Kurfürst frei. In der Regel waren diese westfälische Kanzleiräte. Aber auch Hofräte und kurfürstliche Räte aus der Bonner Residenz waren vertreten.

### Domkapitel
Das Kölner Domkapitel hatte mehrfach versucht, neben dem Kurfürsten als Landstand anerkannt zu werden. Da dies aber in keinem der spätmittelalterlichen oder frühneuzeitlichen Verfassungsgrundlagen des Staates, wie der Erblandesvereinigung, vorgesehen war, gelang es nur unvollkommen, dieses Ziel durchzusetzen. Das Kapitel war letztlich eine Mittelinstanz zwischen dem Landtag und dem Kurfürsten. Das Kapitel hatte die Einberufung der Stände zu bestätigen. Es entsandte zu den Verhandlungen zwei Abgesandte. Deren Rechte waren indes beschränkt. Sie waren bei der Sessionseröffnung an der „Hoftafel“ anwesend und hatten am Ende den Landtagsabschied gegenzuzeichnen. Ihre Aufgabe war es, bei Konflikten zwischen dem Landesherren und den Ständen zu vermitteln. In der Praxis haben die Abgesandten diese Aufgabe nur selten wahrgenommen. Da die Deputierten des Kapitels nicht zu den Verhandlungen des Landtages zugelassen waren, konnten sie kaum vermittelnd tätig werden.

### Ritterkurie

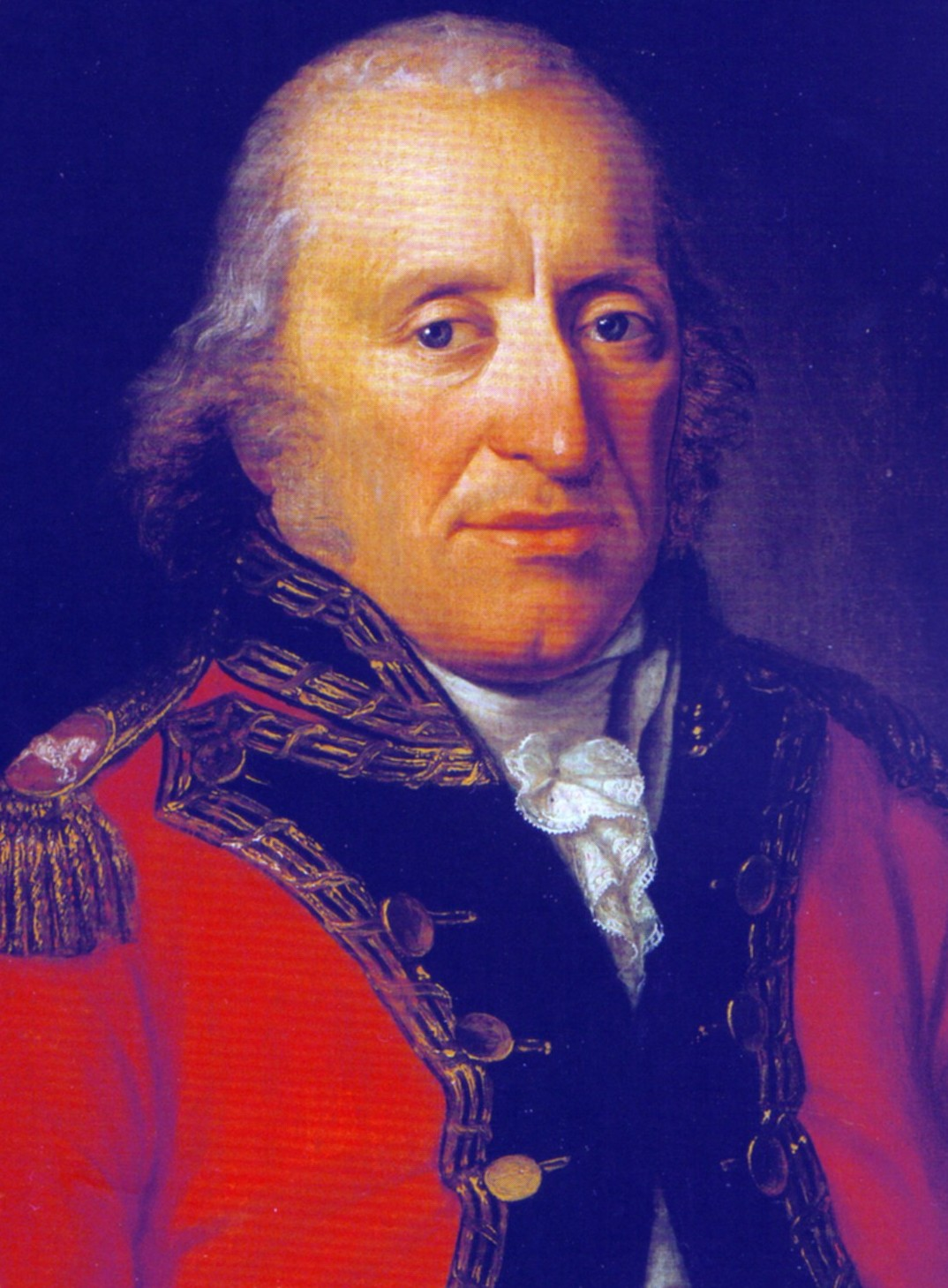
Friedrich Ferdinand Freiherr von Hörde in der großen Uniform der ritterschaftlichen Deputierten

Die Ritterkurie (corpus equestrum) bestand aus den Besitzern der landtagsfähigen Güter. Die Einladungen zu den Landtagen richteten sich an das Gut, nicht an den Ritter. Neben dieser materiellen Basis war aber auch der Nachweis des Adels von erheblicher Bedeutung. Die Mitglieder der Kurie mussten mindestens sechzehn adelige Ahnen vorweisen, die in der üblichen Form aufgeschworen worden waren. Diese Anforderungen führten dazu, dass sich die Zahl der landtagsfähigen Adeligen im Laufe der Zeit verringerte. Die Erblandesvereinigung von 1463 wurde noch von 130 Rittern unterzeichnet. Gegen Ende des 18. Jahrhunderts schwankte die Zahl der im kurkölnischen Hofkalender genannten aufgeschworenen Rittern zwischen 49 im Jahr 1779 und 63 im Jahr 1798. Auf den Landtagen von 1801 und 1802 waren noch jeweils 35 Ritter anwesend. Wegen der Besitzgemengelage waren auch auswärtige Mitglieder Mitglied der Korporation. Teilweise wurden auch aus politischen Gründen auswärtige Adelige aufgeschworen. Dabei wurden die eigentlich strengen Aufnahmebedingungen etwa durch die Ausweisung eines nicht wirklich vorhandenen Rittergutes nicht selten umgangen. Es kam daher vor, dass ein Adeliger nicht nur im Herzogtum Westfalen, sondern auch in den Ständeversammlungen etwa des Hochstifts Paderborn oder des Hochstifts Münster vertreten war. Es gab auch Fälle, bei denen Auswärtigen die Aufschwörung verweigert wurden. Dies geschah etwa dem kurkölnischen Konferenzminister Johann Christian von Waldenfels, obwohl er über das landtagsfähige Gut Scheidingen verfügte. Dieser rief deshalb 1788 sogar den Reichshofrat an.
Auch wenn ein Ritter mehrere landtagsfähige Güter besaß, hatte er nur eine Stimme. Die Stimme zählte außerdem nur bei Anwesenheit auf dem jeweiligen Landtag. Die personelle Zusammensetzung war relativ konstant und die Politik der Kurie konservativ. Neuerungen stand sie grundsätzlich skeptisch gegenüber.
Die ritterschaftlichen Deputierten trugen im 18. Jahrhundert eine spezielle Uniform. Von den adeligen Deputierten wurde Verschwiegenheit über die Verhandlungen erwartet. Dazu wurde im 17. Jahrhundert eigens ein bestimmter Eid eingeführt. Ein Hintergrund war auch der, dass die Mitglieder der Ritterschaft die Verhandlungen in der Ritterkurie auch nutzten, um auch Angelegenheiten der Ritterschaft selbst wie Fragen der Ahnenprobe oder der Aufschwörung zu entscheiden.
Die laufenden Geschäfte der Kurie führte auch zwischen den Sessionen ein Direktorium, geführt vom Landdrosten und bei dessen Verhinderung der älteste adelige Rat der Regierung des Herzogtums. Der Landdrost handelte hier nicht in seiner Eigenschaft als kurfürstlicher Beamter, sondern als angesehener Vertreter der Ritterschaft. In dem einen Fall, in dem ein Landfremder Landdrost wurde, wurde die sonst übliche Personalunion Vorsitzender des Direktoriums und Drostenamt aufgehoben. Die Doppelfunktion als höchster Beamter und Sprecher des landsässigen Adels konnte zu einer Pflichten- und Interessenkollision führen. Dasselbe gilt auch für den Landschreiber, der einerseits der höchste Sekretär der Regierung des Herzogtums war und andererseits für die Protokollführung der Ritterkurie zuständig war.

### Städtekurie

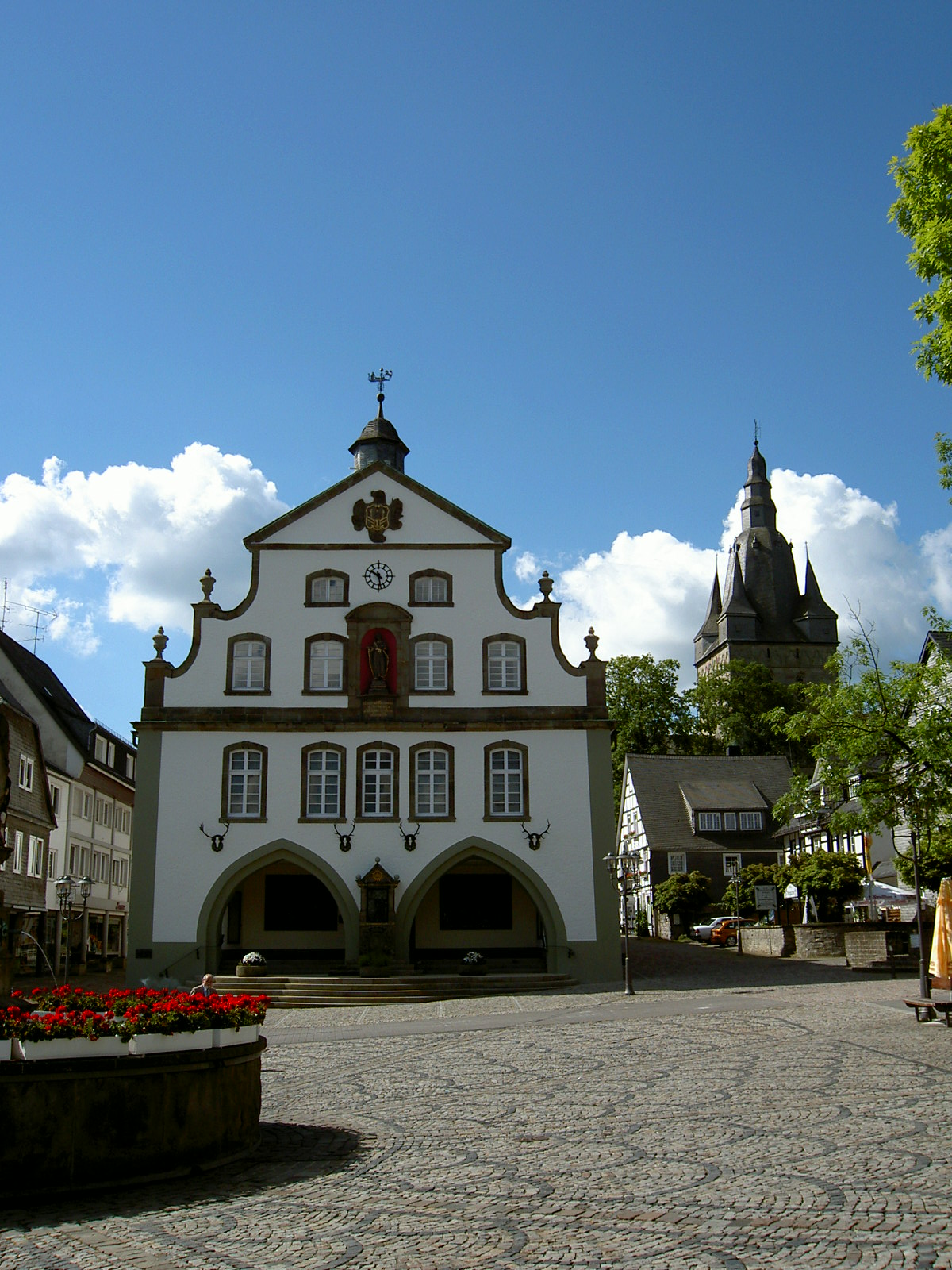
Im Rathaus von Brilon befand sich das Archiv der Städtekurie

Im Gegensatz zu anderen Ständeversammlungen, in denen das Recht auf Vertretung sich im Laufe der Entwicklung auf einige Hauptorte beschränkte, bestand die Städtekurie in Westfalen aus Vertretern aller Städte und Freiheiten des Herzogtums. Unterteilt war die Kurie seinerseits in die vier Hauptstädte der vier Quartale, aus denen sie sich zusammensetzte, den weiteren 21 Städten sowie den neun Freiheiten. Hauptstädte waren Brilon, Rüthen, Geseke und Werl. Diese entsandten jeweils zwei Bürgermeister, den Kämmerer und ein weiteres Mitglied des Rates zu den Landtagen. Insofern waren sie gegenüber den übrigen Städten etwas bevorzugt. Die anderen Städte und Freiheiten schickten einen Bürgermeister und den Kämmerer. Die Zahl der landtagsfähigen Orte schwankte nur leicht. Nur Bilstein verlor im Laufe der Zeit seine Stimmfähigkeit. Unabhängig davon, ob jeweils alle Delegierten anwesend waren, hatte jede landtagsfähige Gemeinde eine Virilstimme, so dass die Zahl der Stimmen der Städtekurie bis auf die genannte Ausnahme konstant war. Das Direktorium, das heißt den Vorsitz der Kurie, hatte Brilon, das als erste Hauptstadt galt. Der Briloner Stadtschreiber war daher auch Protokollführer der Kurie. Die Niederschriften des Gremiums wurden folgerichtig im Archiv der Stadt Bilon aufbewahrt.
Jeder Stand wählte vier ständige Deputierte, die dem jeweilig anderen Stand die eigenen Beschlüsse überbrachten. Diese hatten zudem die Aufgabe, sich im Konfliktfall um einen Kompromiss zu bemühen, um letztlich gegenüber dem Kurfürsten gemeinsame Anträge zu präsentieren. Im Fall der Städtekurie entwickelte sich im Laufe des 18. Jahrhunderts die Praxis, dass die Deputierten nicht aus den eigentlichen Städtvertretern gewählt wurden. Vielmehr wurden sie aus den gelehrten Räten der Regierung des Herzogtums ausgewählt, daher hatten sie selbst kein Stimmrecht, sondern nur beratende Funktion.

## Tagungsort, Dauer und Entschädigungen

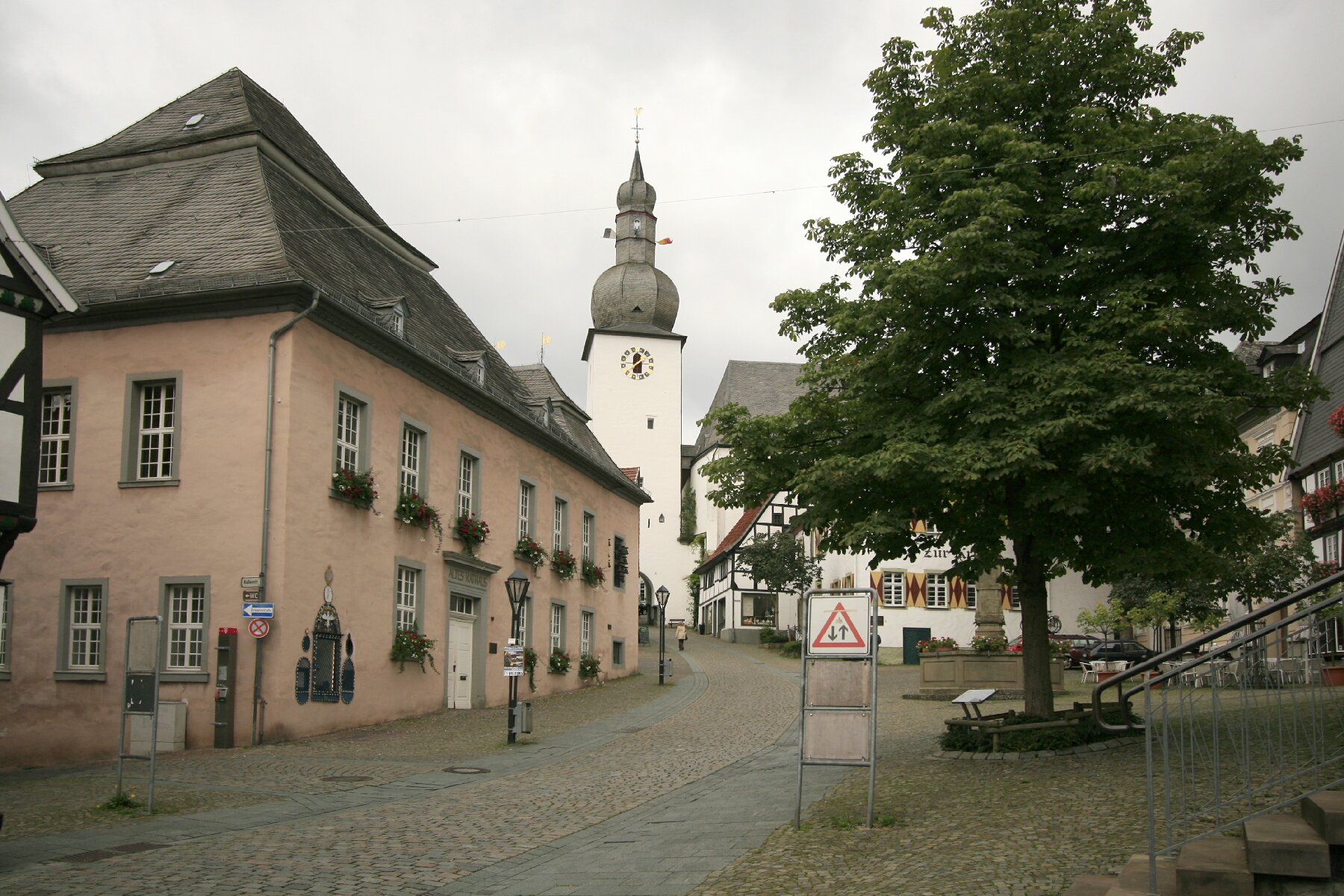
Das Arnsberger Rathaus war der Tagungsort des Landtages

Es gab keinen festgelegten Tagungsort. Bis zur Soester Fehde in der Mitte des 15. Jahrhunderts fanden Landtage auch in Soest statt. Weitere Tagungsorte im Lauf der Jahrhunderte waren Rüthen, Geseke, Meschede, Menden, Attendorn, Werl und Erwitte. Wegen der Residenzfunktion der Stadt setzte sich Arnsberg als Tagungsort durch. Im 18. Jahrhundert fand der Landtag nur noch dort statt. Bis zur Zerstörung 1762 war das Arnsberger Schloss Schauplatz der feierlichen Eröffnung. Danach fand diese an unterschiedlichen Orten wie dem Kloster Wedinghausen oder im Landsberger Hof statt. Die eigentlichen Verhandlungen wurden im Arnsberger Rathaus abgehalten.
Ein verbrieftes Recht auf einen jährlichen stattfindenden Landtag gab es nicht. Da aber die Steuern für jeweils ein Jahr bewilligt wurden, hatten die Kurfürsten selbst Interessen an regelmäßigen Versammlungen. Lediglich in Kriegszeiten und sonstigen Krisenzeiten fanden keine Landtage statt. Dies gilt etwa für einige Perioden während des Dreißigjährigen Krieges. So kamen die Stände etwa zwischen 1629 und 1638 nicht zusammen. Auch zwischen 1795 und 1800 gab es keine Tagungen. Neben den ordentlichen Sitzungen konnten auch außerordentliche Landtage einberufen werden. Der Landtag dauerte etwa zwanzig Tage und fand meist ab Mitte August vor Beginn des neuen Rechnungsjahres statt.
Die Deputierten erhielten seit dem 17. Jahrhundert als Diäten pro Tag vier Reichstaler für Adelige und drei Reichstaler für Vertreter der Städte. Die Entschädigung für die gesamte Session fiel an, sobald ein Deputierter einen Tag anwesend war. Ein Kritiker stellte fest, dass es doch sehr merkwürdig anmutet, dass ein Abgeordneter Diäten beansprucht, gleichzeitig aber in Leipzig zur Messe weile. Der Kurfürst hatte nicht zuletzt täglich die Landtagstafel zu bezahlen. Die Kosten für eine Landtagssession beliefen sich auch dadurch auf etwa 10.000 Reichstaler. Die Folge war, das im ersten Quartal der Steuerzahlung kaum etwas für den Landesherren übrig blieb.

## Aufgaben und Kompetenzen
Die zentrale Aufgabe der Stände war die Bewilligung von Steuern und Abgaben. Daneben konnte der Landesherr in Form der sogenannten Landtagspropositionen beliebige Fragen auf die Tagesordnung setzen. Auf der anderen Seite konnten die Stände Beschwerden und Vorschläge vorbringen. Die Stände nutzten die Geldforderungen des Landesherren dazu, die Bewilligung an Bedingungen zu knüpfen. Da der Kurfürst in der Regel nicht in der Lage war, die Staatsschulden abzubauen, ging die Tilgung der Schulden in die Verantwortung der Stände über. Diese übten letztlich die Kontrolle über die Finanzen des Herzogtums aus.

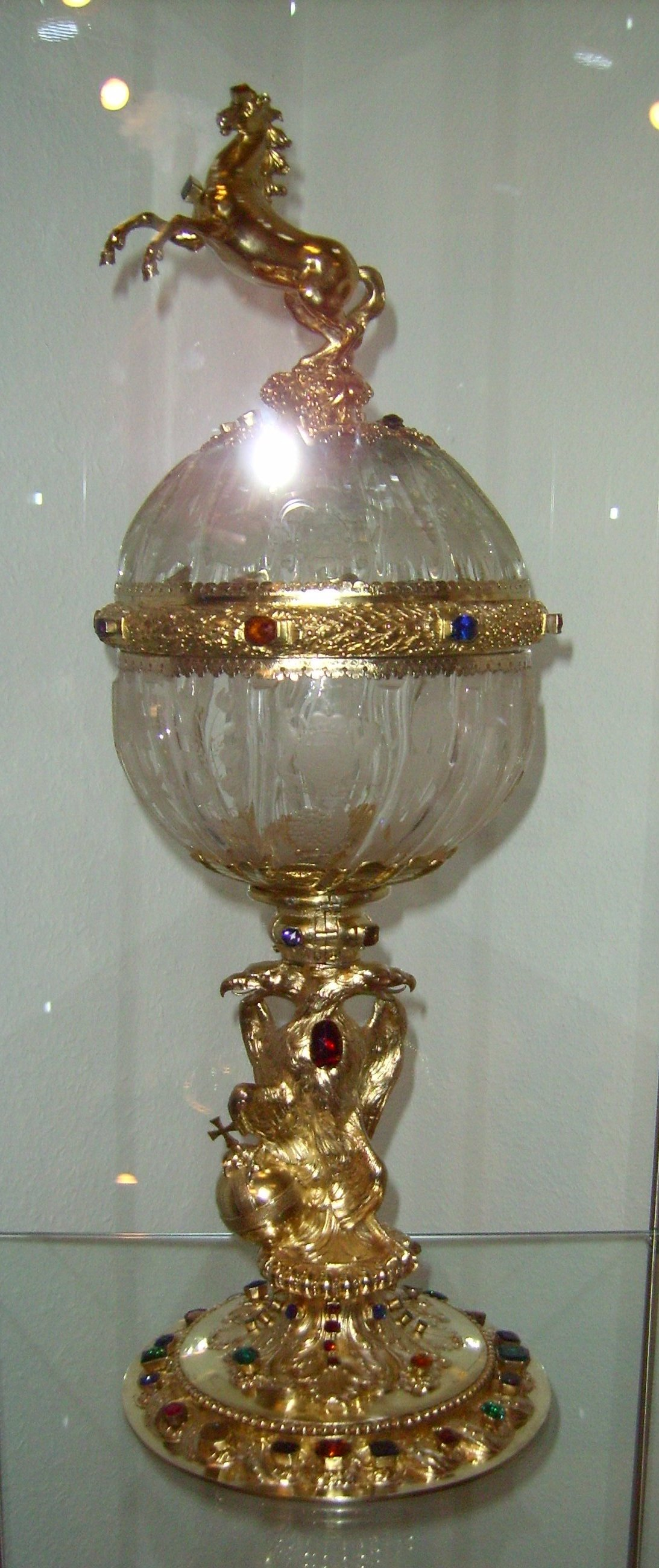
Westfälischer Landständepokal, 1667 von Kurfürst Maximilian Heinrich den Ständen geschenkt

Das Steuerbewilligungsrecht war entscheidend für den Einfluss der Stände und des Landtages. Im Grunde wurde es von den Kurfürsten auch nicht in Frage gestellt. Als Joseph Clemens von Bayern im Jahr 1696 versuchte, Steuern eigenmächtig auszuschreiben, wurde er vom Reichshofrat in Wien dafür aber im Jahr 1702 zurechtgewiesen. Die Landstände haben dabei mit Erfolg betont, dass dies eine freiwillige Leistung ein subsidium charitativum sei. Damit hatten sie de facto das Steuerverweigerungsrecht und verfügten damit über das schärfste Druckmittel parlamentarischer Versammlungen. Die Höhe der bewilligten Subsidien lag meist zwischen 40.000 und 60.000 Reichstalern. Nur ein Mal lag es bei 70.000 Talern.
Nicht abschließend geregelt war die Beteiligung der Stände an der allgemeinen Landesgesetzgebung. Aber bereits aus dem Landtagsabschied von 1584 geht hervor, dass der Landesherr die ständische Mitwirkung an der Gesetzgebung für geboten hielt. Aber die Mitwirkung beruhte nicht auf fürstlicher Gnade, sondern auf „guten Gewohnheiten, Freiheiten und Privilegien.“ In der Praxis jedoch wurden viele wichtige Gesetzen auf dem Landtag beraten und darüber mit entschieden. Landtagsabschlüsse hatten gesetzliche Kraft. Zu den mit ständischer Zustimmung erlassenen Gesetzen gehörte die Judenordnung von 1599, die Ordnung der Räte von 1667 oder die Wegeordnung von 1704. Die Stände baten 1720 um die Revision der Polizeiordnung von 1596. Nachdem der Kurfürst sich auf diese Forderung eingelassen hatte, kamen die Deputierten der Ritterschaft und der Städte zusammen und berieten über die Frage. Im Jahr 1723 wurde die Revision mit einer neuen Polizeiordnung abgeschlossen. In gewisser Weise hatte sogar der Landtag das Recht zur Gesetzesinitiative. So ging die Taxordnung für die Untergerichte von 1726 auf das Ersuchen der Stände zurück. Dasselbe gilt für die Kanzleiordnung von 1728, die Verordnung betreff des westfälischen Forstamtes von 1753, die Brandsoziäts- (1778) und die Feuerlöschordnung von 1782. Nachdem der Kurfürst sich mit den Ständen geeinigt hatte, erfolgte auch die kaiserliche Bestätigung für die Bestimmung, dass für alle kurfürstlichen Teilländer ein Oberappellationsgericht in Bonn errichtet werden konnte.
Andere Gesetze und Verordnungen wurden auch ohne Zustimmung der Stände erlassen. Dagegen hatten sie ein Protestrecht, das sie auch einsetzten. Als Kurfürst Maximilian Heinrich von Bayern 1653 versuchte, sein Privilegium de non appellando durch ein Privilegium illimitatum zu erweitern, um die Anrufung des Reichshofgerichts oder des Reichskammergerichts zu verhindern, protestierten dagegen die Stände. Erst 1786, also nach 130 Jahren, kam es zu einer Einigung, als Joseph II. die Einführung des Privilegium illimitatum auf das Herzogtum Westfalen bewilligte. Es ging beim Widerstand der Stände nicht darum, eine Beteiligung am Gesetzgebungsrecht durchzusetzen, sondern um die Verhinderung der Abschneidung von den Reichsgerichten. Auch ohne ausdrückliches Gesetzgebungsrecht haben die Stände am Zustandekommen von Gesetzen faktisch mitgewirkt. So waren Anträge der Stände Grundlage für neue Gesetze. Ein Grund für ihre recht starke Stellung auch in diesem Bereich bestand darin, dass der rheinische Landesherr kaum Kenntnis über die Verhältnisse in seinem Nebenland hatte und die Kurfürsten sich daher mit eigener Gesetzesinitiative zurückhielten.
Eine weitere Aufgabe der Landtage war die Wahl und Bestellung der ständischen Beamten. Dazu zählten für jeden Stand ein Syndikus. Diese vertraten als Juristen die Interessen ihrer jeweiligen Kurie im Konfliktfall gegenüber der anderen Kurie. Hinzu kamen die advocati patriae als Rechtsbeistände der Gesamtversammlung. Hinzu kam ein Archivar der Landstände, ein adeliger Landeshauptmann, über dessen militärische Aufgaben kaum etwas bekannt ist, ein Landtrompeter, der Landpfennigmeister also der oberste Steuereinnehmer, Schatzrezeptoren zur Eintreibung der Steuern auf dem Land, ein Botenmeister und untergeordnete Boten. Das Archiv der Landstände befand sich im Rathaus Arnsberg.

## Verlauf der Verhandlungen

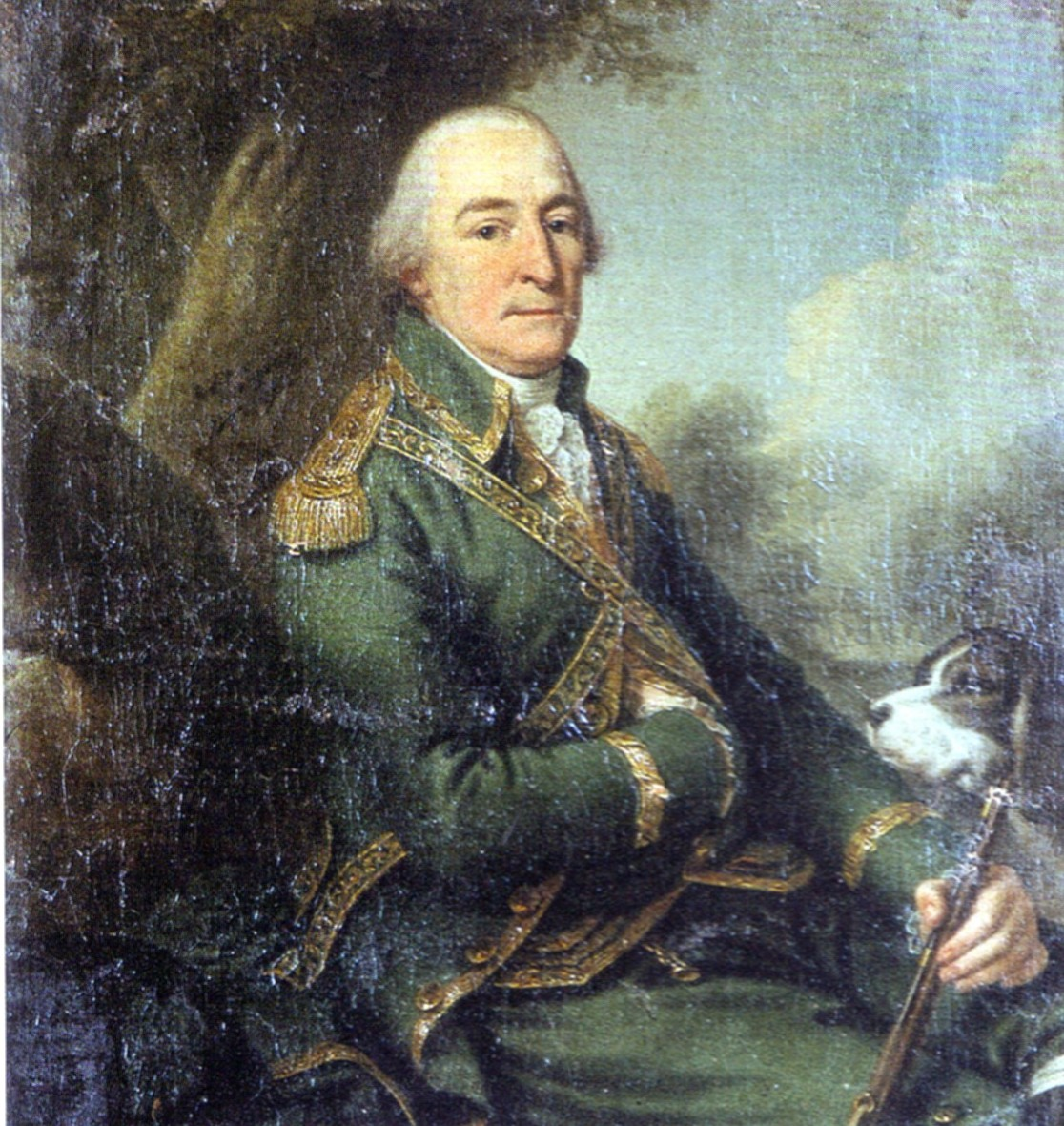
Clemens August Freiherr von Weichs zur Wenne war der letzte Landdrost des Herzogtum Westfalens

Eröffnet wurde die Versammlung durch den ersten Landtagskommissar. Dies geschah in einem feierlichen Akt. Der Landtagskommissar saß unter einem Baldachin bei Abwesenheit des Landesherren vor einem leeren Thronsessel für den abwesenden Kurfürsten. Die Kommissare saßen oder standen zusammen mit den Vertretern des Domkapitels auf einem kostbaren Teppich. Nicht auf dem Teppich war der Platz für den Landdrosten, die Räte der Regierung sowie der Deputierten der Stände.
Der zweite Kommissar hatte die Aufgabe, den Zweck der Versammlung zu formulieren. Danach folgte die Verlesung der schriftlich vorliegenden Landtagsproposition durch den Landschreiber. Darauf folgte die Reaktion der Stände durch die Antwort des Landdrosten.
Bis 1787 wurden die Meinungen primär mündlich ausgetauscht. Später spielte bei wichtigen Fragen die Schriftlichkeit eine wichtige Rolle.
Die Verhandlung in den beiden Kurien begann immer mit der Verlesung der Erblandesvereinigung und der älteren Beschlüsse. Dann folgte die Verlesung der Protokolle des vorigen Jahres. Die nicht erledigten Beschwerden wurden erneuert und der Landtag beriet über die Umsetzung der vorjährigen Beschlüsse.
Das Zustandekommen der Steuerbewilligung und die Klärung sonstiger Fragen in einem Landtagsabschied war ein langwieriger Prozess. Die Kurien tagten getrennt. Da von beiden Kurien nur die Städte Steuerzahler waren, hatten diese in der Frage der Subsidien das Recht auf ein erstes Votum. Konnten sich die Stände nicht einigen, wurden der niedrigste Ansatz dem Kurfürsten offeriert. Dieser wies regelmäßig die ersten Angebote als unzureichend zurück, ehe man sich auf einen Kompromiss einigte. Das Subsidium stand aber auch nach der Bewilligung dem Kurfürsten nicht zur freien Disposition für den Gesamtstaat, sondern durfte nur für die Bedürfnisse des Herzogtums verwandt werden. Die dazu erhobenen Steuern wurden Schatzung genannt. Verantwortlich für die Umsetzung war der Landpfennigmeister. Die Stände hatten das Recht, diesen und seine Beamten, Rezeptoren genannt, zu wählen.
Neben der Bewilligung der staatlich benötigten Finanzmittel beschäftigten sich die Stände mit Angelegenheiten der „Landeswohlfahrt.“ Bei allen Fragen, die nicht die Bewilligung von Geldern betraf, gab zunächst die Ritterkurie ihre Meinung ab. Die erste Woche des Landtages war meist den Beschwerden („Gravamina“) gewidmet. Dies bot Gelegenheit, Wünsche und Beschwerden zu äußern. Dabei ging es auch um die Verletzung der ständischen oder sonstigen Rechte durch den Kurfürsten. Die Landtagskommissare hatten die Aufgabe, diese Anträge zu beantworten.
Um die oftmals divergierenden Positionen der beiden Stände auszugleichen, waren Verhandlungen zwischen beiden Seiten nötig, die in Kompromissen mündeten. Insbesondere in Fragen der Bewilligung von Geldern war die Einstimmigkeit nötig. Bei fehlender Einigung kam der niedrigste Steuervorschlag zur Anwendung. In allen anderen Fragen war letztlich kein einstimmiges Votum nötig. Daher konnte es zu zwei unterschiedlichen Voten der Stände kommen. In diesem Fall beanspruchte der Landesherr die Entscheidung für sich. Dieses Recht wurde ihm zwar von den Ständen bestritten, aber da es die einzige Möglichkeit war, zu einem Ergebnis zu kommen, wurde es akzeptiert. In der Praxis spielte dies aber kaum eine Rolle.
Um ihre Wünsche und Ziele, dazu gehörten nicht zuletzt auch die Verhinderung von Neuerungen, die den eigenen Einfluss schmälern könnten, durchzusetzen, wurde die Steuerbewilligung immer weiter hinausgezögert. Dadurch gerieten die kurfürstlichen Verhandlungsführer unter Druck. In der Praxis zeigte es sich daher, dass je bereitwilliger die Kommissare den Positionen der Stände folgten, die Stände sich bereit zeigten, den Finanzforderungen zu entsprechen.
Die Anträge der Stände wurden der kurfürstlichen Landtagskommission übergeben. Bei der Weitergabe an den Landesherren wurde dem Text der Stände meist ein Gutachten der Kommission beigefügt. Dieses war zugleich der Entwurf einer Antwort an die Stände. Wenn dies der Fall war, entsprach die kurfürstliche Entscheidung diesem Entwurf. Insofern hatte der erste Kommissar eine Schlüsselstellung inne.
Eingebrachte Anträge wurden nur selten unmittelbar nach dem Einbringen entschieden. Dem ging vielmehr ein langwieriger Prüfprozess durch die zuständigen Behörden zunächst in Westfalen und danach durch die Räte der kurfürstlichen Regierung in Bonn voraus.

## Erweiterung der landständischen Rechte
Über die ursprünglichen Rechte der Erblandesvereinigung hinaus gelang es den Ständen das Indiginatsrecht zu erweitern. Anfangs lautete die Bestimmung, dass die Mitglieder des Hofrates aus den Herrschaftsgebieten Kurkölns stammen müssten. Die westfälischen Stände setzten 1662 gegenüber Kurfürst Max Heinrich durch, dass im Herzogtum Westfalen alle Ämter nur Landeingesessen und Anhängern der katholischen Religion offenstehen sollten. Für Ausnahmen bedurfte es eines Beschlusses der Stände. Darüber hinaus gelang es den Ständen, die Landessteuern selbst lediglich unter Mitwirkung des Landesherren erheben zu dürfen.
Der Landtag setzte auch die Einrichtung ständiger Ausschüsse durch. Zwischen dem jährlich stattfindenden ordentlichen Landtagen existierte ein Ausschuss der Stände, die so genannte Quartalskonvention, die jeweils am 7. Januar, 7. April, 7. Juli und 7. Oktober tagte. Zu Beginn des 19. Jahrhunderts wurde dies gestrafft, indem halbjährliche Semesterkonventionen eingeführt wurden. Aufgabe der Versammlungen war vor allem die Rechnungskontrolle. Die Quartalsstände bestanden aus jeweils vier Vertretern der Ritterschaft und der Städtekurie. Neben der Kontrolle der ordentlichen Steuererhebung hatte der Ausschuss auch das Recht die Durchführung der Landtagsentscheidungen zu überprüfen und den Landesherrn im Versäumnisfall durch erneute Anträge auf den Willen der Landesvertretung aufmerksam zu machen. Allerdings war die Überprüfung der Steuerzahlungen durch die Quartalsversammlungen wenig effektiv.

## Aufhebung der Landständeversammlung

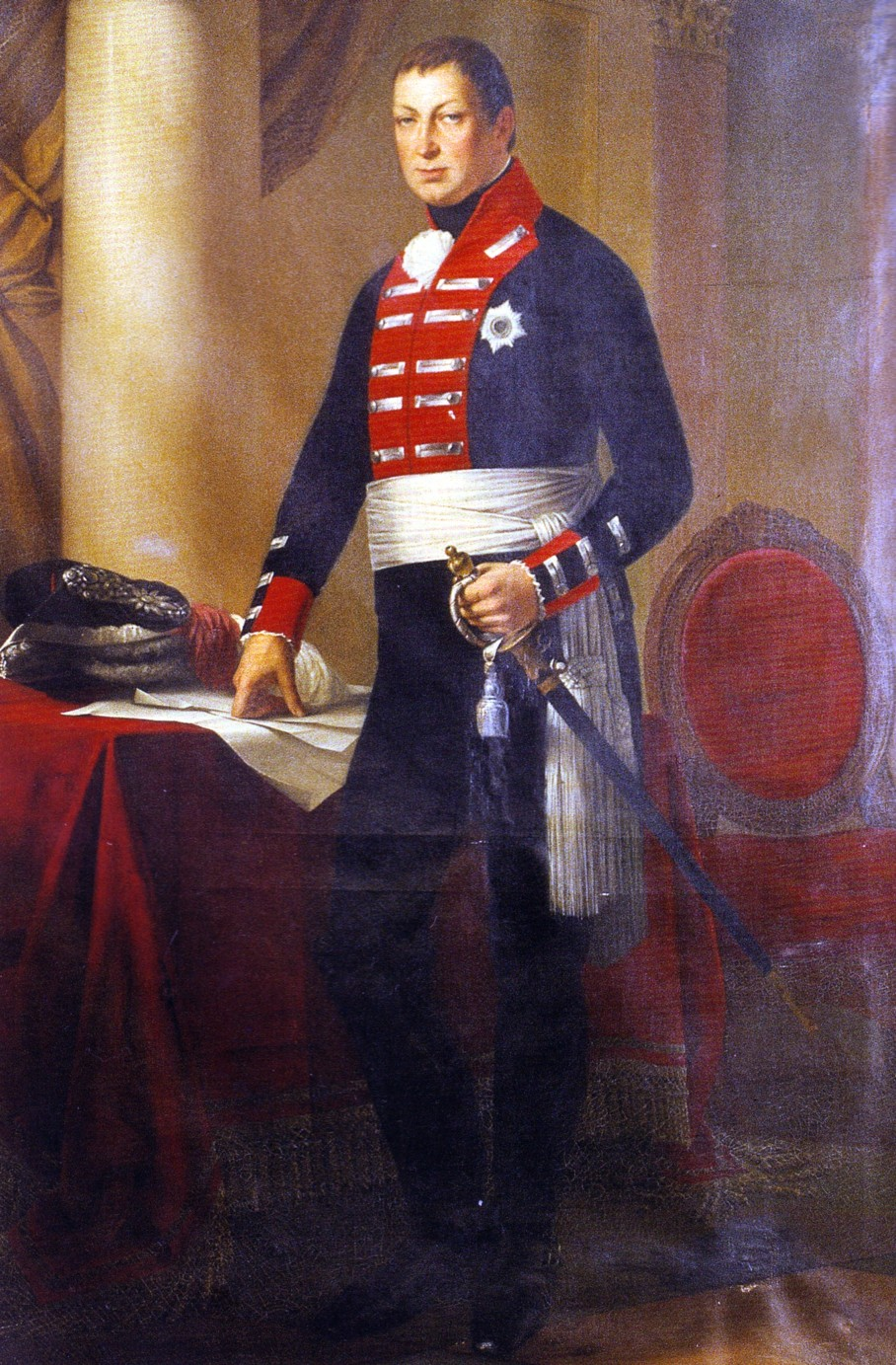
Ludwig X. von Hessen-Darmstadt

Am Ende des alten Reiches nahmen die Landstände vor dem Hintergrund der allgemeineuropäischen Verfassungsdiskussion für sich in Anspruch, eine Repräsentation des gesamten Volkes zu sein. Zu einer Weiterentwicklung zu einem modernen Parlament kam es allerdings nicht mehr. Die Landstände blieben auch nach dem Übergang des Herzogtums Westfalen an Hessen-Darmstadt im Jahr 1803 zunächst bestehen. Der neue Landesherr rief sie am 17. August 1803 noch einmal zu einer letzten ordentlichen Sitzung zusammen, garantierte ihnen aber nicht mehr die bisherigen Privilegien. Mit der Durchsetzung des absolutistischen Herrschaftssystems in diesem Staat wurden auch die Landstände in Westfalen und dem gesamten Land Hessen-Darmstadt aufgelöst. Am 14. Februar 1805 reichten die Stände daher Beschwerde beim Reichshofrat gegen die „zur Untergrabung der Landesverfassung gemachten Vorschritte“ ein. Mit dem Ende des Heiligen Römischen Reiches im Jahr 1806 verlor diese Beschwerde ihre Funktion.
Am 1. Oktober 1806 wurden sie durch Ludwig X. „aus unumschränkter Machtvollkommenheit aufgehoben und aufgelöst.“ Begründet wurde dies durch die hohen Kosten und damit, dass die landständische Verfassung nicht mehr zeitgemäß sei. Erst 1820 traten die Landstände des Großherzogtums Hessen wieder zusammen. Zu diesem Zeitpunkt gehörte Westfalen aber schon nicht mehr zu Hessen-Darmstadt.
Das Herzogtum Westfalen gehörte seit 1816 zu Preußen. Johann Friedrich Joseph Sommer und andere Vertreter des regionalen Bürgertums plädierten vergeblich für eine Erneuerung der landständischen Verfassung. Seine Schrift „Von deutscher Verfassung im germanischen Preußen und im Herzogthum Westfalen“ ist Ausdruck dieser Hoffnung. Sie ist zugleich eine erste wissenschaftliche Auseinandersetzung mit der landständischen Verfassung des Herzogtums, hat dabei ihre positiven Seiten betont, ihre Schwächen aber vernachlässigt. Die lebendige Erinnerung an das Mitspracherecht auf den Landtagen hat nach dem Ende der Verfassungsdiskussionen in Preußen nach den Karlsbader Beschlüsse mit dazu geführt, dass sich im Bürgertum liberale und demokratische Gedanken verbreiten konnten. Mit dem Provinziallandtag der Provinz Westfalen wurde 1826 wieder eine ständische Vertretung der Provinz geschaffen, die jedoch von der Organisation und den Kompetenzen nicht an die Traditionen der Landstände des Herzogtums Westfalen anknüpfte.

### Ältere Darstellungen
- Friedrich Wilhelm Werner von Schorlemer-Heringhausen: Zur Verfassung, besonders für den landsäßigen Adel des Herzogthums Westfalen. Lippstadt, 1818 Digitalisat
- Johann Friedrich Joseph Sommer: Von deutscher Verfassung im germanischen Preußen und im Herzogthum Westfalen : mit Urkunden. Münster, 1819.

### Forschungsliteratur
- Horst Conrad: Der Adel im Herzogtum Westfalen. In: Ingrid Reißland (Hrsg.): Vom kurkölnischen Krummstab über den hessischen Löwen zum preußischen Adler. Die Säkularisation und ihre Folgen im Herzogtum Westfalen. 1803–2003. Arnsberg, 2003, ISBN 3-930264-46-3, S. 27–41.
- C. Liedhegener: Die Landstände im Herzogtum Westfalen gegen Ende des 18. Jahrhunderts. In: Sauerlandruf 1/1964 S. 11ff.
- Aloys Meister: Das Herzogtum Westfalen in der letzten Zeit der kurkölnischen Herrschaft. Münster, 1908. S. 12ff.
- Johannes Rathje: Die Behördenorganisation im ehemals kurkölnischen Herzogtum Westfalen. Diss. Kiel, 1905
- Elisabeth Schumacher: Das kölnische Westfalen im Zeitalter der Aufklärung, Olpe 1967
- Kathrin Ueberholz: Vom kurkölnischen Krummstab zum hessischen Löwen. Verwaltungsstrukturen im Herzogtum Westfalen unter kurkölnischer und hessischer Herrschaft. In: Werden, Wachsen, Wirken. Vom Wandel der Zeit – Kreisverwaltungen im Hochsauerlandkreis von 1817 bis 2007. Arnsberg, 2007. S. 24–44.
- Vera Wiesenthal: Die Landstände im Herzogtum Westfalen und der letzte Landtag von 1803 In: Südwestfalen Archiv 6. Jahrgang 2006 S. 193–216
- Andreas Müller: Die Ritterschaft im Herzogtum Westfalen 1651-1803. Aufschwörung, innere Struktur und Prosopographie. Münster, 2017